# Ван Пен (футболіст, 1978)
Ван Пен (кит.: 王鹏, нар. 16 червня 1978, Далянь) — китайський футболіст, що грав на позиції нападника.
Виступав, зокрема, за клуб «Далянь Шиде», а також національну збірну Китаю.

## Клубна кар'єра
У дорослому футболі дебютував 1996 року виступами за команду клубу «Далянь Шиде», в якій провів вісім сезонів, взявши участь у 177 матчах чемпіонату. Більшість часу, проведеного у складі «Далянь Шиде», був основним гравцем атакувальної ланки команди і виграв за цей час з командою шість чемпіонств і один Кубок Китаю.
Згодом з 2005 по 2006 рік грав по сезону на правах оренди у складі клубів «Сичуань Гуаньчен» та «Сіань Чаньба», після чого повернувся в «Далянь Шиде», де провів ще один сезон, взявши участь у 21 матчі Суперліги.
Завершив професійну ігрову кар'єру у клубі «Шеньсі Чаньба», за який виступав протягом 2008—2009 років.

## Виступи за збірні
У 1997 році у складі молодіжної збірної Китаю Лі взяв участь у молодіжному чемпіонаті світу в Малайзії, де забив гол, але команда не вийшла з групи.
22 листопада 1998 року дебютував в офіційних іграх у складі національної збірної Китаю в товариському матчі проти Південної Кореї (0:0), після чого того ж місяця поїхав з командою на футбольний турнір Азійських ігор, де здобув з командою бронзові нагороди. 
Згодом у складі збірної був учасником Кубка Азії 2007 року, але на поле на турнірі не виходив і в подальшому за збірну не грав. Всього протягом кар'єри у національній команді, яка тривала 10 років, провів у її формі 15 матчів, забивши 3 голи.

## Досягнення
- Чемпіон Китаю: 1996, 1997, 1998, 2000, 2001, 2002
- Володар Кубка Китаю: 2001
- Володар Суперкубка Китаю: 2000, 2002

Збірні
- Бронзовий призер Азійських ігор: 1998